# Боснийско-Подринский кантон
Боснийско-Подринский кантон (босн. Bosansko-podrinjski kanton, хорв. Bosansko-podrinjska županija, серб. Босанско-подрињски кантон) — один из 10 кантонов в Федерации Боснии и Герцеговины, являющейся частью Боснии и Герцеговины.

## География
Расположен в восточной части страны, в регионе Подринье, являясь почти анклавом боснийской части на территории сербской. Административным центром кантона является Горажде. Кантон состоит из общин Горажде, Пале-Прача и Фоча-Устиколина.

## Население
Более 98 % населения кантона составляют бошняки.